# Dirk Böcker (General)
Dirk Böcker (* 17. Januar 1945 in Herten) ist ein deutscher Generalleutnant a. D. der Luftwaffe. Er war 2002 Befehlshaber des Luftwaffenführungskommandos und von 2002 bis 2005 Stellvertreter des Generalinspekteurs der Bundeswehr und Beauftragter für Reservistenangelegenheiten der Bundeswehr.

## Biografie
Böcker trat 1965 als Offizieranwärter in die Luftwaffe ein. Zunächst erfolgte eine Ausbildung in den USA zum Starfighter-Piloten. In der Folgezeit war er zunächst Flugzeugführer beim Jagdbombergeschwader 36 (JaboG) „Westfalen“ in Rheine und danach Staffelkapitän beim Jagdbombergeschwader 35 in Pferdsfeld. Nach einer Verwendung als Kommandeur der Fliegenden Gruppe des JaboG 36 „Westfalen“ war er von 1987 bis 30. Juni 1989 als Oberst Kommodore des Jagdgeschwader 71 „Richthofen“ in Wittmund. Dabei folgten auch Flugausbildungen als Pilot von McDonnell F-4 „Phantom“ sowie Panavia Tornado.
Nach der Ausbildung zum Offizier im Generalstabsdienst im 21. Generalstabslehrgang Luftwaffe an der Führungsakademie der Bundeswehr von 1976 bis 1978 stieg er in den folgenden Jahren zunächst zum Abteilungsleiter beim Luftwaffenkommando in Köln-Wahn auf. Nach Verwendungen als Referats- und dann 1994 als Brigadegeneral und Stabsabteilungsleiter im Führungsstab der Luftwaffe wurde er 1996 als Generalmajor Stellvertretender Kommandierender General des Luftwaffenkommandos Nord in Kalkar. In dieser Funktion war er auch Deutscher Militärischer Vertreter bei der NATO in Neapel sowie bei der United Nations Protection Force (UNPF) in Zagreb. Im Anschluss daran wurde er zum Kommandierenden General des Luftwaffenkommandos Süd ernannt. Nach einer Dienststellung als Commander des Combined Air Operations Centre 4 (CAOC 4) wurde er schließlich Befehlshaber des Luftwaffenführungskommandos (LwFüKdo) in Köln-Wahn.
Zuletzt war er im Range eines Generalleutnants vom 1. Oktober 2002 bis zu seinem Eintritt in den Ruhestand am 31. März 2005 als Nachfolger von Vizeadmiral Rainer Feist Stellvertreter des Generalinspekteurs der Bundeswehr und Beauftragter für Reservistenangelegenheiten der Bundeswehr. Am 23. März 2005 wurde er durch Bundesverteidigungsminister Peter Struck mit Großem Zapfenstreich in den Ruhestand verabschiedet. Nachfolger in diesem Amt wurde Generalleutnant Johann-Georg Dora.
Nach seinem Eintritt in den Ruhestand wurde er 1. Vorsitzender des Fördervereins des Luftwaffenmuseums der Bundeswehr e.V. sowie Vorsitzender der Traditionsgemeinschaft des JG 71 „Richthofen“.
Böcker lebt in Wittmund.